# Deák Ferenc tér (Miskolc)
A Deák Ferenc tér Miskolc belvárosában található háromszög alakú, parkosított tér. Itt található az 1927–1929 között épült az Erdőigazgatóság székháza, valamint másik nevezetes épülete az 1785–1806 között épült ortodox templom és a 19. század végén lakóépületté átalakított ház, amelyet 1989-ben Feledy Gyula festő és grafikus rendelkezésére bocsátott a város. Ezt a házat a Miskolci Galéria kezeli és a művész állandó kiállítása mellett a város kulturális életének egyik központja is egyben.

## Elhelyezkedése
A Palóczy László utca keleti végében található, ahol az utca kétfelé ágazik és a Batthyány Lajos, valamint a Hősök tere északi részén végigfutó Kelemen Didák utcában folytatódik. A Deák térből dél felé a Kossuth Lajos utca, északnyugat felé a Tárkányi Béla utca nyílik. A teret kelet felől teljes hosszában a minorita templomhoz tartozó Kelemen Didák Fiúkollégium határolja. Nyugati csücskén a Pece-patak folyt át, amelyet azóta lefedtek, hídjait megszüntették.
A téren nincs buszmegálló, de a közeli Batthyány utcában, a Földes Ferenc Gimnázium mögött megáll a 11-es és a 34-es busz is; mindkettő áthalad a téren, előbbi visszafelé jövet a Kelemen Didák utcán is megáll.

## Története

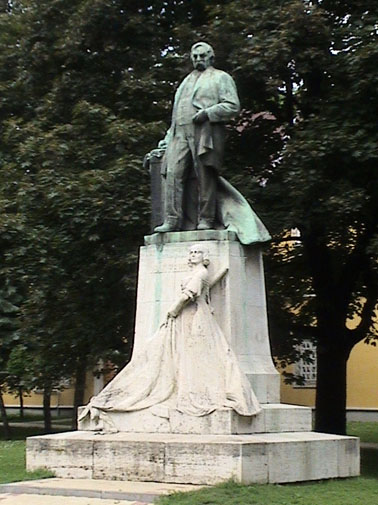
Deák Ferenc szobra

Miskolc történelmi városmagjától északra már a középkorban kialakult az Újváros nevű városrész, melynek nevét utcanevek egészen a 19. század végéig megőrizték. Ennek középpontjában volt a mai Deák tér területe, ahol 1470 és 1490 között felépült a Nagyboldogasszony-templom, a város második templomaként; mellette temető volt. A templom a török hódítás idején, 1544-ben leégett, de nevét az Óvárosból errefelé vezető utca (a mai Déryné utca) még 1823-ig megőrizte. A romokat egy csatornázás miatt végrehajtott ásatás tárta fel 1954-ben – a tér nyugati sarkában talált kövek a diósgyőri vár és a miskolci 16–18. századi épületek köveivel megegyezőek, a leletanyag részét többek közt faragott kapukövek, érmék, használati tárgyak képezik. A romok közt talált hulladék azt mutatja, a leégett templom helyén később piac működött. Az akkor már nagyrészt református város katolikus lakossága tiltakozott a korábbi templom helyén működő piac ellen; végül a régi templomtól keletre eső részt visszakapta az egyház, ezen a részen épült meg a Miskolcra érkező Kelemen Didák szerzetes által alapított Minorita templom és rendház 1729 és 1760 között. A 19. századi térképeken a tér Zárda tér néven szerepel.
Az 1890-es években felmerült, hogy a téren vásárteret alakítanak ki, de már ekkor felvetették a park tervét is, végül utóbbi valósult meg. Mai nevét annak köszönheti, hogy 1925-ben itt állították fel Deák Ferenc szobrát. Deák Ferenc 1845. május 1-jén járt Miskolcon, Vörösmarty Mihály társaságában, akivel Szemere Bertalannál szálltak meg. Szobra felállításának terve már az 1910-es években felmerült; helyszínként szóba került többek közt a Népkert, a Városház tér, a Luther (ma Bartók) tér és a Palóczy László utca is. A kiírt pályázatra, ahol a zsűri elnöke Lévay József volt, 17 pályázat érkezett be, majd a második fordulóban – melynek elnöke Róna József, a város Kossuth- és Szemere-szobrának alkotója volt – végül Gárdos Aladár terve győzött. Gárdos tartotta a mai helyszínt a legalkalmasabbnak a felmerültek közül, a tér rendezésével és a Pece patak elföldelésével. A szobor 1914-ben elkészült, alkotóját azonban elvitték a háborúba, így az avató ünnepségre csak 1925. október 18-án került sor az akkor még Minorita tér vagy Kis-Népkert néven ismert téren.
1927–1929 között épült fel a tér északi részén (a Tárkányi utca sarkán) az Erdőigazgatóság székháza. A tér másik nevezetes épülete az 1785–1806 között épült ortodox templom, melynek ikonosztáza Közép-Európa legnagyobbja. A templom nem az utcafronton, hanem belső udvarban áll; az udvarból nyíló, eredetileg iskola céljára szolgáló épületben lévő múzeum szintén jelentős. Eredetileg a görög kereskedőkompánia telkén álló magtár volt az a 19. század végén lakóépületté átalakított ház, amelyet 1989-ben Feledy Gyula festő és grafikus rendelkezésére bocsátott a város; jelenleg a Miskolci Galéria kezeli, és a művész állandó kiállítása mellett a város kulturális életének egyik központja.
A Pece-patak elfedésére ezen a szakaszon csak az 1960-as, 1970-es években került sor; két hídját, amely a Batthyány, illetve a mai Kelemen Didák utcán volt, megszüntették. A régi hídkorlátokból, amelyek még őrzik a patak emlékét, az egyik a Deák téren, a Kelemen Didák utcával párhuzamosan áll.

## Nevezetességei
- Erdészeti palota (Deák tér 1.), Lehoczky György és Papp Sándor tervei alapján 1927–29 közt épült, neoreneszánsz épület.
- Miskolci Galéria Feledy-ház (Deák tér 3.), barokk jellegű műemlék, 1988[6] óta Feledy Gyula állandó kiállításának ad otthont.
- Görögkeleti templom (Deák tér 7.), 1787 és 1805 között épült copf stílusban.
- Deák Ferenc szobra: Gárdos Aladár alkotása, az ország második Deák-szobra. Álló bronzszobor, törvénykönyvre támaszkodik, mellékalakja mészkő nőalak a talapzat mellett, kezében zászlóval.[3]
- Lévay József szobra: Borsodi Bindász Dezső alkotása, eredetileg a Luther térre tervezték. A bronzszobrot 1934-ben állították fel a tér nyugati csücskében, Deák Ferenc szobrával szemben.[7]

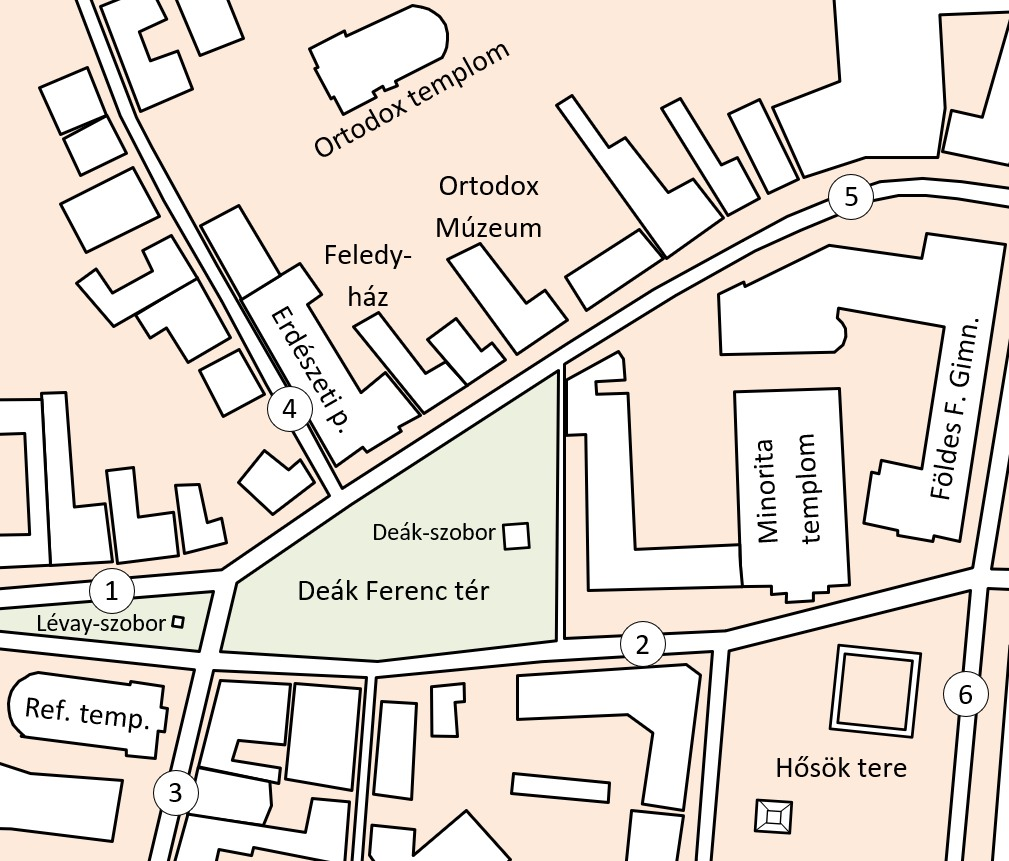
A Deák tér térképe (utcák: 1 – Lévay, 2 – Kelemen D., 3 – Kossuth, 4 – Tárkányi, 5 – Batthyányi, 6 – Kazinczy)
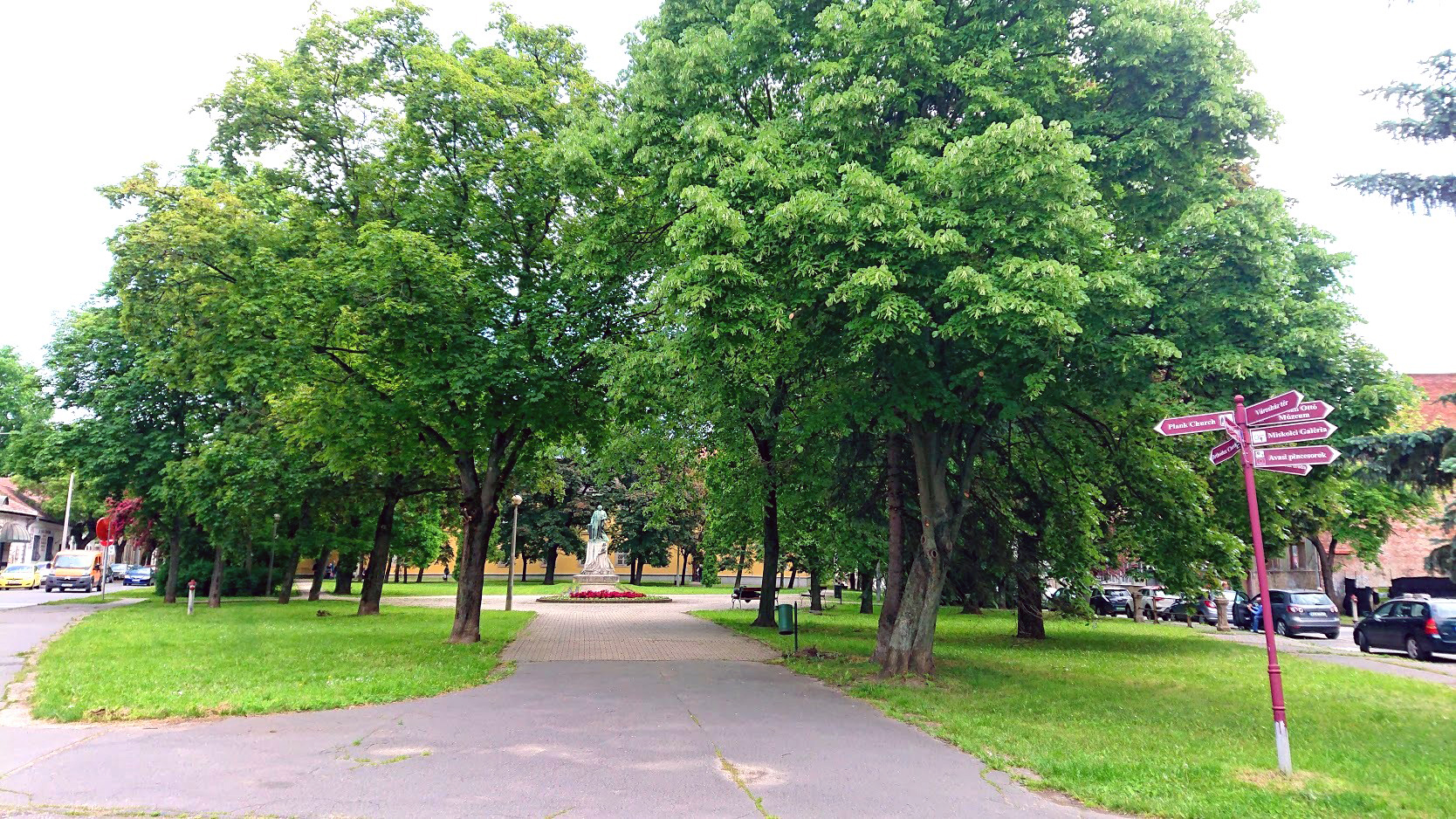
A tér nyugatról
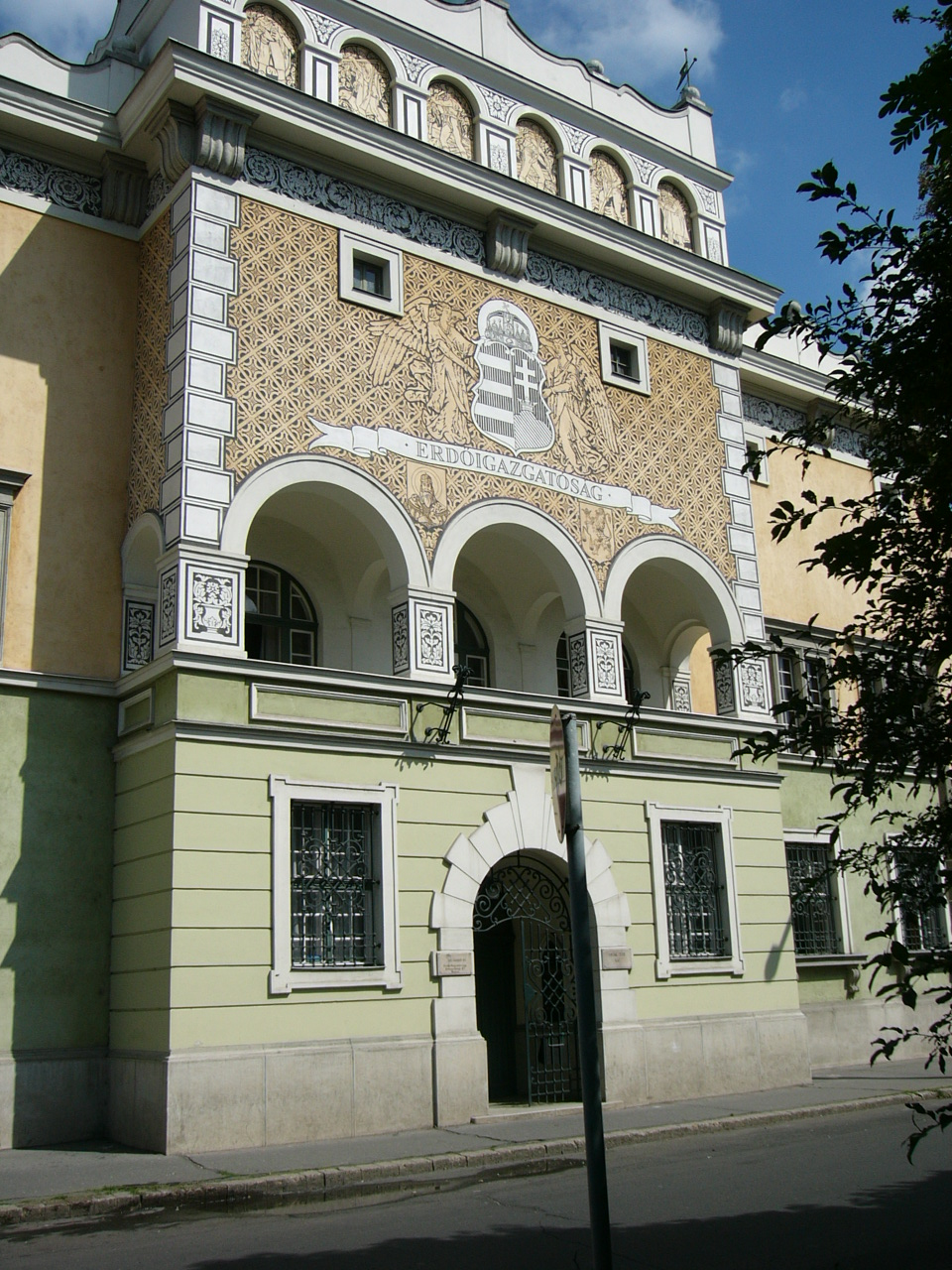
Az Erdészeti palota
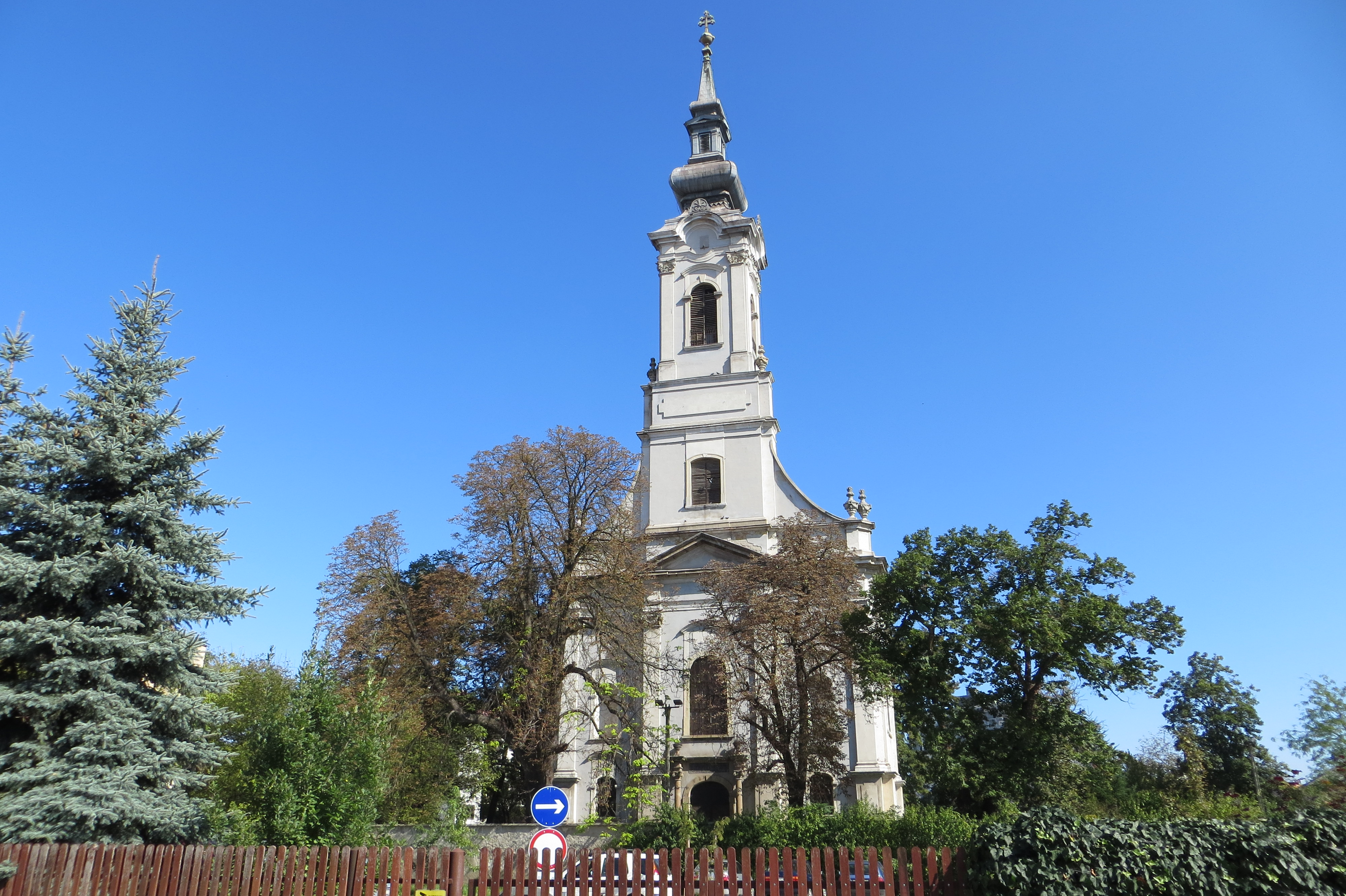
Az ortodox templom
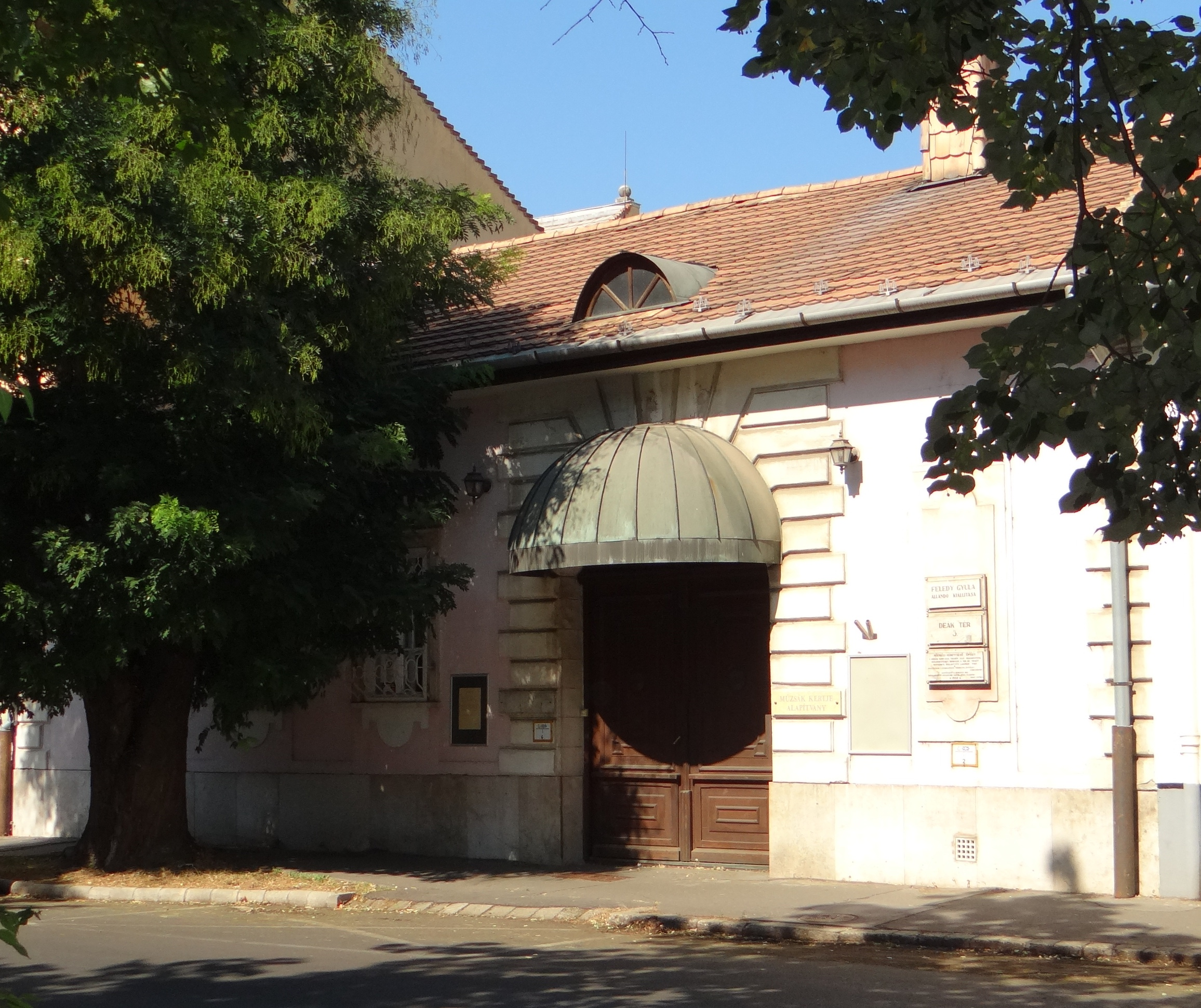
A Feledy-ház
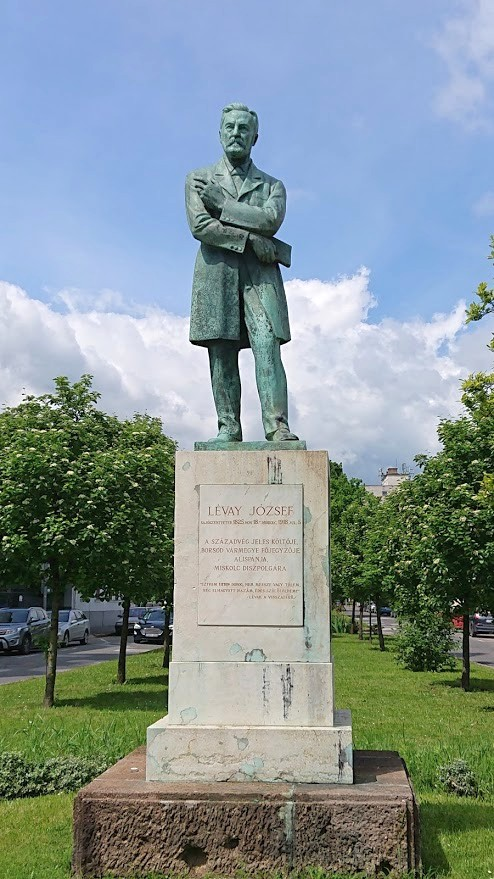
Lévay József szobra
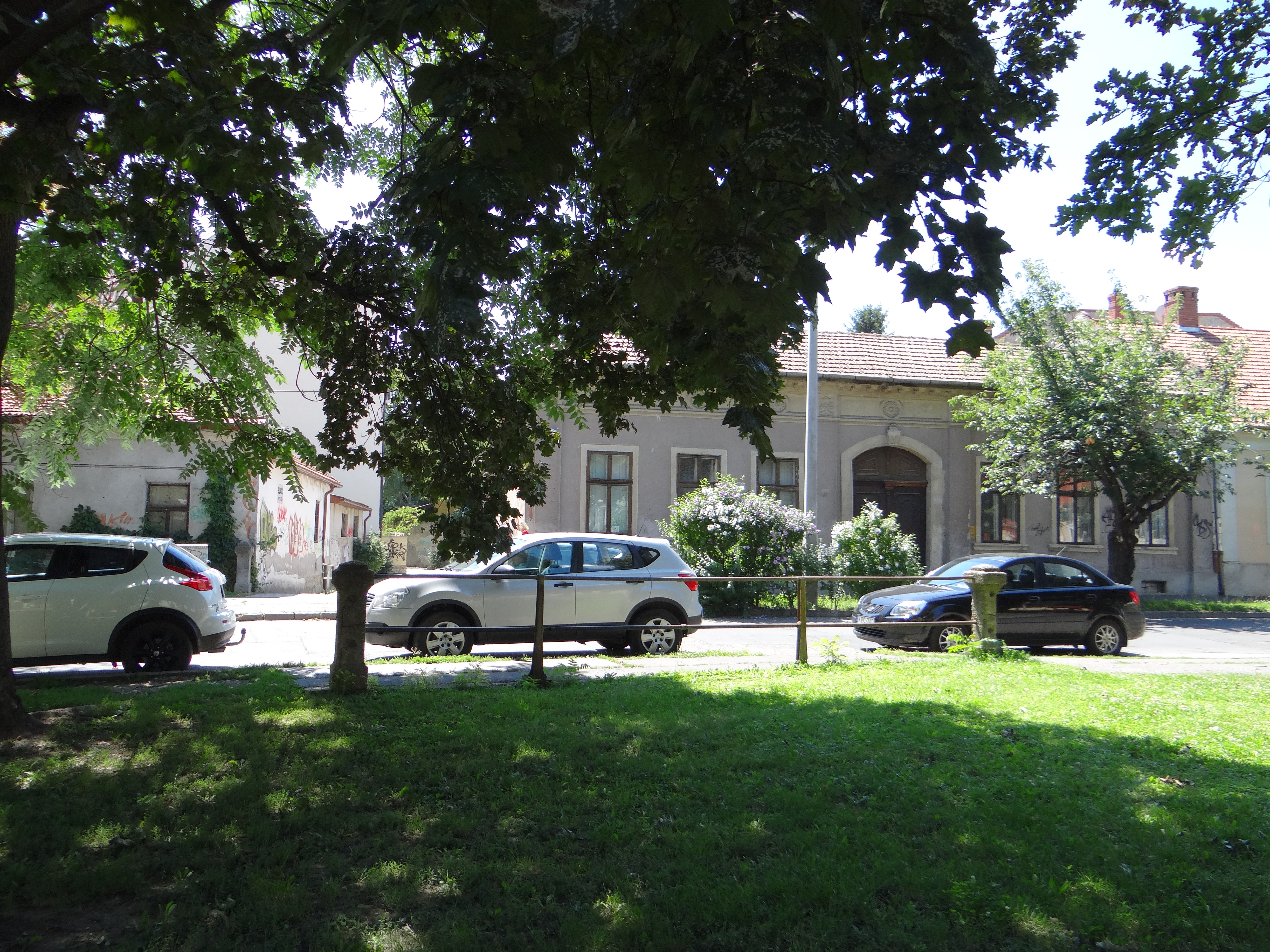
A Pece egykori hídjának korlátja